# Wilhelm Furtwängler
Wilhelm Furtwängler (25 de gener del 1886 - 30 de novembre del 1954) va ser un director d'orquestra i compositor alemany. És considerat un dels grans directors de la història de la música.

## Família i carrera
Furtwängler va néixer a Berlín. El seu pare, Adolf Furtwängler, era arqueòleg, la seva mare pintora i el seu cosí Philipp matemàtic. Com que el seu pare era professor a la universitat de Múnic, allà va passar la major part de la seva infantesa. Va tenir una bona educació musical des de petit i ben aviat va desenvolupar la seva passió per la música de Beethoven, compositor al que va romandre estretament lligat durant tota la seva vida.
Als vint anys, quan Furtwängler debutà com a director, ja havia compost diverses obres. Tanmateix, no van ser ben rebudes, i sumades a la inseguretat econòmica que significava la carrera de compositor, va decidir concentrar-se en la direcció. En el seu primer concert, va dirigir l'Orquestra Kaim (avui Orquestra Fillarmònica de Múnic) amb la Simfonia núm. 9 d'Anton Bruckner. Seguidament va obtenir càrrecs com a director en diversos teatres de Múnic, Lübeck, Mannheim, Frankfurt del Main i Viena. El 1920 va ser nomenat director de l'Orquestra Estatal de Berlín (Staatskapelle) i de l'Òpera de Berlín, succeint a Richard Strauss. El 1922, va passar el mateix amb l'Orquestra del Gewandhaus de Leipzig, on va succeir a Arthur Nikisch, i també la direcció de la prestigiosa Orquestra Filharmònica de Berlín. Més endavant també es va convertir en director de l'Orquestra Filharmònica de Viena, del Festival de Salzburg i del Festival de Bayreuth, considerat en aquell temps el càrrec musical de més prestigi que podia obtenir un director a l'Alemanya.
Cap al final de la guerra, sota la pressió del Partit Nazi, Furtwängler va marxar a Suïssa. Va continuar dirigint i gravant després de la Segona Guerra Mundial i va continuar sent un reconegut director a Europa, si bé va ser qüestionat per alguns que l'acusaren d'haver col·laborat amb el nazisme, pel fet que va seguir dirigint a Alemanya. Va morir el 30 de novembre de 1954 a Baden-Baden.
Furtwängler és molt famós per les seves interpretacions de Beethoven, Brahms, Bruckner i Wagner. Tanmateix, també va donar suport a la música del segle XX, com el Concert per a orquestra de Béla Bartók.

## Relació amb el Partit Nazi
La relació i l'actitud de Furtwängler cap a Adolf Hitler i el Partit Nazi va ser un tema bastant controvertit. Nogensmenys, el 18 d'agost del 1934, subscriu amb un grup d'artistes una crida al diari nazi Völkischer Beobachter per donar suport al Referèndum sobre el cap d'estat del Reich per confirmar la decisió del partit de concentrar tot el poder de l'estat en mans de Hitler. Quan els nazis van arribar al poder el 1933, Furtwängler va ser bastant crític amb ells. El 1934, se li va prohibir dirigir l'estrena de l'òpera Mathis der Maler de Paul Hindemith, i Furtwängler, com a protesta, va renunciar al seu lloc en l'Òpera de Berlín. El 1936, quan Furtwängler es trobava cada vegada més insatisfet amb el règim, hi va haver senyals que estava a punt de seguir els passos d'Erich Kleiber, quan se li va oferir el lloc de director principal en l'Orquestra Filharmònica de Nova York, on havia de succeir Arturo Toscanini.
És bastant possible que Furtwängler acceptés el càrrec, però un reportatge a la columna berlinesa de l'Associated Press, possiblement per ordre de Hermann Göring, anunciava que desitjava recuperar el seu lloc en l'Òpera de Berlín. Això va provocar que a Nova York els ànims es giressin contra ell; des del seu punt de vista, significava que Furtwängler donava tot el seu suport al Partit Nazi. Si bé ara és àmpliament acceptat que aquesta no va ser la realitat (Furtwängler sempre va rebutjar donar la salutació nazi, per exemple, i fins i tot hi ha enregistraments en els quals es netejava la seva mà després de donar-la-hi a Hitler), aquesta va ser una opinió que va prevaler fins a la seva mort.
Furtwängler va ser sense cap dubte el director més important que va decidir quedar-se a l'Alemanya nazi. Altres directors molt coneguts que treballaven a Alemanya i Àustria van marxar quan els nazis van arribar al poder, bé perquè eren jueus, bé perquè estaven en desacord amb les polítiques que es portaven a terme. Entre els directors que van abandonar el país hi ha Bruno Walter, Otto Klemperer, Erich Kleiber, Fritz Busch, Fritz Stiedry i Jascha Horenstein.
Furtwängler va ser tractat relativament bé pels nazis; era una figura cultural important. Els seus concerts eren freqüentment transmesos per ràdio a les tropes alemanyes per elevar-los la moral, si bé el que se li permetia dirigir estava controlat per les autoritats. La seva actitud cap als jueus continua sent discutida fins avui. D'una banda, va lloar artistes jueus com Artur Schnabel i aparentment va salvar alguns jueus - membres de la Filharmònica de Berlín - dels camps de concentració, però d'altra banda va donar suport a boicots a altres jueus i va ser crític en el que considerava la dominació jueva en la premsa. A la fi de la Segona Guerra Mundial va ser llistat a la Gottbegnadeten-Liste d'artistes considerats com a irremplaçables que eren exempts de serveis al front per a protegir l'heritatge cultural alemany.
Albert Speer diu que el desembre de 1944 Furtwängler li va preguntar si és que Alemanya tenia alguna possibilitat de guanyar la guerra. Speer li va dir que no i li va aconsellar al director que es traslladés a Suïssa per les possibles persecucions nazis. De fet, Furtwängler va escapar a Suïssa poc després d'un concert a Viena amb l'Orquestra Filharmònica de Viena el 28 de gener de 1945. En aquell concert va dirigir una versió de la Simfonia núm. 2 de Brahms que va ser gravada en cinta i és considerada com un dels seus grans enregistraments.
En el seu procés de desnazificació, es va acusar Furtwängler de donar suport al nazisme pel fet que va quedar-se a Alemanya, dirigir en actes del partit nazi i fer un informe antisemita contra el director jueu Victor de Sabata. Tanmateix, eventualment va aclarir aquestes acusacions.
Al seu discurs final en el seu procés de desnazificació, Furtwängler va dir:
"Jo sabia que Alemanya es trobava en una terrible crisi; em sentia responsable de la música alemanya, i que la meva missió era que sobrevisqués a la crisi com fos. El fet que el meu art fos usat com a propaganda quedava en un segon lloc davant la gran preocupació perquè la música alemanya fos preservada i que la música havia de ser oferta al poble alemany pels seus propis músics. Aquest públic, compatriota de Bach i Beethoven, de Mozart i Schubert, fins i tot havent de viure sota el control d'un règim obsessionat amb la guerra total. Qui no hagi viscut aquells dies possiblement no pugui jutjar com eren les coses.
Potser Thomas Mann [que va criticar Furtwängler] realment cregui que a l'Alemanya d'Himmler no hauria de ser permès tocar a Beethoven? Potser no hagi notat, que la gent el necessitava més que mai; precisament ningú anhelava tant escoltar Beethoven i el seu missatge de llibertat i amor, com aquests alemanys, que van viure sota el terror d'Himmler. No em pesa haver-m'hi quedat."
El violinista Yehudi Menuhin va ser de les poques persones de la comunitat musical jueva i nord-americà que van defensar Furtwängler. El 1933 va rebutjar tocar amb ell, però a finals dels anys 1940 –després d'una investigació personal sobre Furtwängler– va començar a donar-li suport i va tocar amb ell.
L'obra teatral Taking Sides (1995) del dramaturg britànic Ronald Harwood, escenificada el 1946 a la zona nord-americana en l'ocupada Berlín, tracta les acusacions nord-americanes contra Furtwängler per haver servit al règim nazi. El 6 de desembre de 2014 s'estrena al Teatre Goya de Barcelona, amb traducció d'Ernest Riera i direcció de Josep Maria Pou, que també interpreta el paper de Wilhelm Furtwängler. El 2001 l'esmentada obra va ser base de la pel·lícula Prendre partit, amb Harvey Keitel de protagonista i Stellan Skarsgård en el rol de Furtwängler.

## Estil de direcció
Furtwängler tenia una tècnica de direcció única. Els vídeos mostren els seus moviments matussers i desmanegats com si fos un mèdium en trànsit. Els seus gests semblen tenir poca relació amb el ritme musical, mentre que els seus moviments físics van ser descrits com el d'un "titella en una corda" per un dels músics de l'orquestra. Pel seu estil no ortodox, els músics quedaven hipnotitzats per la seva direcció. Les seves millors interpretacions estan caracteritzades per una profunda sonoritat, portades pel baix, de vol líric i forts extrems d'emoció que coexisteixen amb una lògica. Va ser exponent d'una manera subjectiva i hiperexpressiva d'entendre la interpretació orquestral, i un dels que millor va saber expressar la grandesa èpica i l'emoció interioritzada de les grans pàgines del repertori romàntic i postromàntic germànic, dels quals va ser un mestre indiscutible. Molts crítics i comentaristes el consideren entre els més grans directors de la història.
Furtwängler va ser famós per la seva excepcional dificultat per expressar-se. El seu alumne Sergiu Celibidache recordava que el millor que li va poder dir va ser "Bé, només escoltin" (a la música). Carl Brinitzer del servei alemany de la BBC va intentar entrevistar-lo, i va creure que tenia un imbècil davant ell. Un enregistrament en viu d'un assaig amb una orquestra d'Estocolm documenta que difícilment no pot dir res intel·ligible, només murmuris i quequeigs. De tota manera, Furtwängler sempre va ser molt respectat pels músics. Fins i tot Arturo Toscanini, usualment considerat com la completa antítesi de Furtwängler (i incisiu crític de la conducta política de Furtwängler), va dir una vegada - quan se li va preguntar el nom del director més gran del món a part d'ell - "Furtwängler!"

## Enregistraments
Hi ha una gran quantitat d'enregistraments de Furtwängler actualment disponibles, una gran part realitzats en concerts en viu. Molts d'aquests enregistraments van ser realitzats durant la Segona Guerra Mundial usant tecnologia experimental de cintes. Després de la guerra van ser confiscades pel govern de la Unió Soviètica durant dècades i només recentment han estat àmpliament difoses, sovint en molts segells legítims i il·legals. Malgrat les limitacions sonores, els enregistraments d'aquesta època són molt admirats especialment per la seva intensitat.
Aquesta és només una petita selecció d'alguns dels enregistraments més famosos de Furtwängler. Per a major informació, vegeu la seva discografia Arxivat 2006-03-07 a Wayback Machine. i la seva llista d'enregistraments actualment disponibles Arxivat 2008-03-28 a Wayback Machine.:
- Beethoven, Simfonia núm. 3, versió en viu amb l'Orquestra Filharmònica de Viena, desembre de 1944 (Grammofono 2000, Magic Master, Music and Arts, Preiser, Tahra).
- Beethoven, Simfonia núm. 5, interpretació en viu amb l'Orquestra Filharmònica de Berlín, juny de 1943 (Classica de Oro, Deutsche Grammophon, Enterprise, Music and Arts, Opus Kura, Tahra).
- Beethoven, Simfonia núm. 7, versió en viu amb la Filharmònica de Berlín, novembre de 1943 (Classica de Oro, Deutsche Grammophon, Music and Arts, Opus Kura).
- Beethoven, Simfonia núm. 9, versió en viu amb la Filharmònica de Berlín, març de 1942 (Archipel, Classica d'Oro, Music and Arts, Opus Kura, Tahra).
- Beethoven, Simfonia núm. 9, versió en viu en la reobertura del Bayreuther Festspiele amb Elisabeth Schwarzkopf, Elisabeth Höngen, Hans Hopf i Otto Edelmann (EMI 1951).
- Brahms, Simfonia núm. 1, versió en viu amb la North German Radio Symphony Orchestra, Hamburg, Octubre 1951 (Music and Arts, Tahra).
- Brahms, Simfonia núm. 2, versió en viu amb la Filharmònica de Viena, gener de 1945 (Deutsche Grammophon, Archipel, Grammofono 2000, Music and Arts).
- Brahms, Simfonia núm. 3, versió en viu amb l'Orquestra Filharmònica de Berlín, desembre de 1949 (EMI).
- Brahms, Simfonia núm. 4, versió en viu amb l'Orquestra Filharmònica de Berlín, octubre de 1948 (EMI).
- Bruckner, Simfonia núm. 5, versió en viu amb l'Orquestra Filharmònica de Berlín, octubre de 1942 (Classica d'Oro, Deutsche Grammophon, Music and Arts)
- Bruckner, Simfonia núm. 8, versió en viu amb la Filharmònica de Viena, octubre de 1944 (Deustche Grammophon, Music and Arts)
- Bruckner, Simfonia núm. 9, versió en viu amb la Filharmònica de Berlín, octubre de 1944 (Deutsche Grammophon)
- Furtwängler, Simfonia núm. 2, versió en viu amb la Filharmònica de Viena, febrer de 1953 (Orfeo)
- Mozart, Don Giovanni, versions del Festival de Salzburg de 1953 i de 1954. Estan disponibles a molts segells, però la majoria en EMI.
- Schubert, Simfonia núm. 9, versió en viu amb la Filharmònica de Berlín, 1942 (Deutsche Grammophon, Magic Master, Music and Arts, Opus Kura)
- Schumann, Simfonia núm. 4, enregistrament en estudi amb la Filharmònica de Berlín, Deutsche Grammophon, maig de 1953 (Deutsche Grammophon)
- Txaikovski, Simfonia núm. 6 ("Pathétique"), enregistrament en estudi amb l'Orquestra Filharmònica de Berlín, HMV, 1938 (EMI, Naxos)
- Wagner, Tristany i Isolda, enregistrament en estudi amb Flagstad, HMV, juliol de 1952 (EMI, Naxos)

## Obres
Si en la seva faceta com a director Furtwängler entroncava amb el romanticisme, com a compositor la seva música s'inscrivia dins d'aquest mateix corrent, al marge de tots els moviments innovadors del seu temps. Netament romàntica, de la seva tasca creadora s'ha de destacar la seva Simfonia n° 2 (1948), una obra d'evident accent brucknerià que no ha aconseguit fer-se un espai en el repertori orquestral.

### Per a orquestra
- Simfonia núm. 1 en si menor (1938-41)
- Simfonia núm. 2 en mi menor (1944-45)
- Simfonia núm. 3 en do# menor (1952-53)
- Obertura Mib Major (1899)
- Concert Simfònic per a piano i orquestra en si menor (1937)

### Música de cambra
- Trio per a violí, violoncel i piano en mi major (1899)
- Quintet per a piano en do major (1932-35)
- Sonata per a violí núm. 1 a re menor (1935)
- Sonata per a violí núm. 2 a re major (1938-39)

### Música per a cor
- Schwindet ihr dunklen Wölbungen per a cor i orquestra (de Goethe, Faust I) (1902)
- Religiöser Hymnus (O du Jungfrau, höchste Herrscherin der Welt) per a cor i orquestra (1903)
- Te Deum per a cor i orquestra (1902-09)

### Piano
- Fantasies, fugues, etc.

## Escrits
- Furtwängler, Wilhelm. Conversaciones sobre música.  Barcelona: Acantilado, 2011. ISBN 9788415277293.
- Furtwängler, Wilhelm. Sonido y palabra: Ensayos y discursos (1918-1954).  Barcelona: Acantilado, 2012. ISBN 9788415277941.
- Furtwängler, Wilhelm. Secretos de la dirección orquestal.  Buenos Aires: Guillermo Kraft, 1952.

## Grans estrenes
- Bartók, Concert per a piano núm. 1, Orquestra del Teatre, Frankfurt del Main, 1 de juliol de 1927 (amb el compositor com a solista)
- Schoenberg, Variacions per a orquestra, op. 31, Orquestra Filharmònica de Berlín, Berlín, 2 de desembre de 1928
- Hindemith, Suite de Mathis der Maler, Orquestra Filharmònica de Berlín, Berlin, 11 de març de 1934
- Richard Strauss, Quatre últimes cançons, Kirsten Flagstad com a solista, Orquestra Philharmonia, Londres, 22 de maig de 1950